# Leisure Suit Larry 6: Shape Up or Slip Out!
Leisure Suit Larry 6: Shape Up or Slip Out! is een computerspel ontwikkeld en uitgegeven door Sierra On-Line voor MS-DOS, Windows enMac OS. Het point-and-click avonturenspel is uitgekomen in december 1993
Het spel is het zesde deel in de Leisure Suit Larry-serie en is een opvolger van Leisure Suit Larry 5. Het kwam aanvankelijk op diskette en verscheen in 1994 voor het eerst in de spelserie op cd-rom. Deze laatste versie bevat hogere resolutie graphics en ingesproken stemmen van de personages.

## Gameplay
Larry 6 richt zich meer op conversaties met dames en het oplossen van puzzels dan op een verhaallijn. Het gehele spel speelt zich af in La Costa Lotta. Doel van het spel is om Larry's geluk bij alle dames te testen.